# Da Ya Think I'm Sexy?
«Da Ya Think I'm Sexy?» — пісня Рода Стюарта, видана 1978 року в альбомі Blondes Have More Fun, а також як сингл. 
Співавтори пісні — Кармайн Аппіс та Дуейн Хітчінгс. Приспів частково запозичений із мелодії пісні «Taj Mahal» Жоржа Бен Жора, а також рифів пісні «Put Something Down On It» Боббі Вомака. Сам Род Сюард запевняв, що запозичення мелодії Бен Жора було несвідомим, натомість синтезаторні рифи Боббі Вомака він копіював свідомо, не вважаючи такий вчинок плагіатом.     
У пресі пісню критикували за відхід від блюзових коренів — аранжування в стилі диско —, проте у відповідь на критику автор вказував, що подібна стилістика аранжувань траплялась у творчості і Пола Маккартні, і гурту «Ролінг Стоунс».
Пісня досягала першої сходинки у чартах Великої Британії та США, а також потрапила до списку 500 найкращих пісень усіх часів за версією журналу Rolling Stone